# Nill De Pauw
Nill De Pauw, né le 6 janvier 1990 à Kinshasa au Zaïre (aujourd'hui la république démocratique du Congo), est un footballeur international congolais, aujourd'hui retraité, qui joue au poste d'attaquant ou de milieu de terrain de la fin des années 2000 au début des années 2020. Il possède également la nationalité belge,. Il est actuellement entraîneur adjoint au SK Beveren ainsi que de l'équipe de Belgique espoirs.

## Biographie

### En club
Le 17 juin 2015, il s'engage avec le club de Guingamp pour quatre années. Sa première saison au club fut très compliqué avec peu de temps de jeu. La deuxième saison est bien meilleure pour lui il est alors surnommé le joker de Guingamp dû a son très grand nombre d'entrées en jeu (treize fois pour trois buts durant la première moitié de saison) dans les derniers instants des matchs qui font souvent égaliser son équipe.
Le 19 décembre 2016, il connaît sa première titularisation de la saison face au Paris Saint Germain et marque un but sur une action collective emmenée par Marcus Coco qui donne la victoire au siens (2-1). Il est le recordman d'entrées en jeu lors de la saison 2016-2017 (six titularisations seulement en deux saisons de Ligue 1).
Il retourne donc en Belgique lors du mercato estival de 2017 en espérant cette fois avoir un statut de titulaire, au Zulte Waregem.
Au mois d'avril 2023, De Pauw annonce sa retraite sportive à l'âge de 33 ans. Libre depuis l'été 2022, il déclare notamment : « Devenir un footballeur professionnel était mon rêve et c'est incroyable d'avoir pu vivre ce rêve durant 17 ans, je serai reconnaissant à tout jamais ».
Le 12 août 2025, il rejoint le staff de Gill Swerts comme adjoint de l'équipe belge espoirs.

### En sélections nationales

#### En équipes de jeunes de la Belgique
Né en République démocratique du Congo, d'un père belge et d'une mère congolaise, Nill De Pauw évolue avec les équipes de jeunes de la Belgique entre 2005 et 2012.

#### En sélection congolaise
Nill De Pauw, choisissant la nationalité sportive congolaise, est convoqué par Christian N'Sengi avec la RD Congo en septembre 2020, près d'un an après avoir dû renoncer à une première convocation en raison de problèmes administratifs. Le 9 octobre, il honore sa première sélection en remplaçant Yoane Wissa contre le Burkina Faso en amical (défaite, 3-0).

## Statistiques

### En club
| Saison                | Club                  | Championnat           | Championnat | Championnat | Coupe nationale | Coupe nationale | Coupe de la Ligue | Coupe de la Ligue | Compétition(s) continentale(s) | Compétition(s) continentale(s) | Compétition(s) continentale(s) | Total | Total |
| Saison                | Club                  | Division              | M.          | B.          | M.              | B.              | M.                | B.                | Comp.                          | M.                             | B.                             | M.    | B.    |
| 2008-2009             | KSC Lokeren           | Division 1            | 5           | 0           | -               | -               | -                 | -                 | -                              | -                              | -                              | 5     | 0     |
| 2009-2010             | KSC Lokeren           | Division 1            | 10          | 0           | 2               | 0               | -                 | -                 | -                              | -                              | -                              | 12    | 0     |
| 2010-2011             | KSC Lokeren           | Division 1            | 35          | 6           | 2               | 1               | -                 | -                 | -                              | -                              | -                              | 37    | 7     |
| 2011-2012             | KSC Lokeren           | Division 1            | 28          | 4           | 12              | 3               | -                 | -                 | -                              | -                              | -                              | 40    | 7     |
| 2012-2013             | KSC Lokeren           | Division 1            | 28          | 6           | 2               | 0               | -                 | -                 | C3                             | 2                              | 0                              | 32    | 6     |
| 2013-2014             | KSC Lokeren           | Division 1            | 40          | 7           | 6               | 1               | -                 | -                 | -                              | -                              | -                              | 46    | 8     |
| 2014-2015             | KSC Lokeren           | Division 1            | 35          | 7           | 4               | 0               | -                 | -                 | C3                             | 8                              | 1                              | 47    | 8     |
| Sous-total            | Sous-total            | Sous-total            | 181         | 30          | 28              | 5               | -                 | -                 | -                              | 10                             | 1                              | 219   | 36    |
| 2015-2016             | EA Guingamp           | Ligue 1               | 13          | 0           | -               | -               | 2                 | 0                 | -                              | -                              | -                              | 15    | 0     |
| 2016-2017             | EA Guingamp           | Ligue 1               | 14          | 4           | -               | -               | 2                 | 1                 | -                              | -                              | -                              | 16    | 5     |
| Sous-total            | Sous-total            | Sous-total            | 27          | 4           | -               | -               | 4                 | 1                 | -                              | -                              | -                              | 31    | 5     |
| Total sur la carrière | Total sur la carrière | Total sur la carrière | 208         | 34          | 28              | 5               | 4                 | 1                 | -                              | 10                             | 1                              | 250   | 41    |

## Palmarès
- Vainqueur de la Coupe de Belgique 2012 et 2014 avec KSC Lokeren
- Finaliste de la Supercoupe de Belgique 2012 avec KSC Lokeren